# Podalonia mauritanica
Podalonia mauritanica är en biart som först beskrevs av Mercet 1906.  Podalonia mauritanica ingår i släktet Podalonia och familjen grävsteklar. Inga underarter finns listade i Catalogue of Life.